# إدغار فيليغاس
إدغار فيليغاس (بالإسبانية: Édgar Villegas)‏ هو لاعب كرة قدم مكسيكي في مركز الوسط، ولد في 24 نوفمبر 1994 في تيخوانا في المكسيك. لعب مع أتلاتيكو إيرابواتو.

## وصلات خارجية
- إدغار فيليغاس على موقع قاعدة بيانات كرة القدم.إي يو (الإنجليزية)
- إدغار فيليغاس على موقع AS.com (الإسبانية)